# Fosterhinna

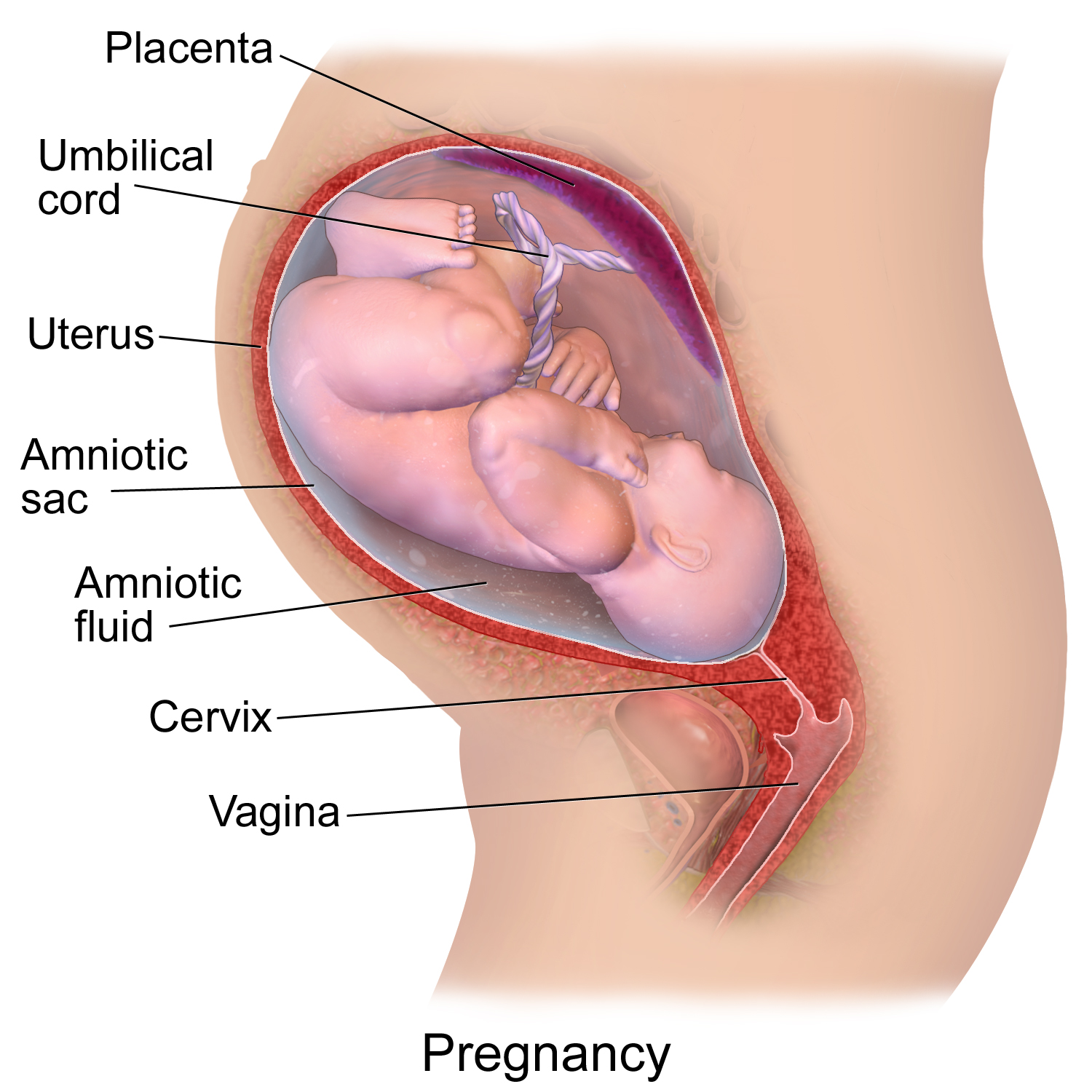
Fosterhinnorna amnion och korion (benämnda med Amniotic sac) ses här omsluta ett foster som kommit långt i sin utveckling.

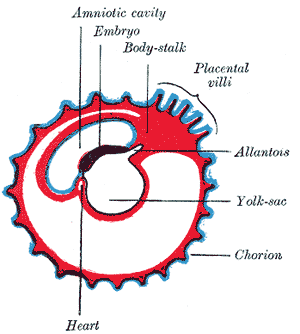
Detta är en mycket schematisk bild av ett tidigt människoembryo. Man kan här se den tidiga utvecklingen av de fyra fosterhinnorna. Texten är på engelska.
Amnion kan man se omge vad som är utmärkt som Amniotic cavity.
Chorion är korion.
Allantois är utmärkt med Allantois
Gulesäcken är utmärkt med Yolk-sac
Embryot är utmärkt med Embryo

Fosterhinnor är hinnor som är viktiga under utvecklingen av ett embryo eller foster. Det finns många sorters fosterhinnor.
De olika fosterhinnorna kallade amnion, korion, allantois och gulesäck finns hos alla däggdjur, fåglar och kräldjur. Dessa djur kallas amnioter.
Korion är den yttersta fosterhinnan hos amnioterna. Insekter har även en korion som utgör det yttesta skalet av insekternas ägg.
Hos fåglar ansluter sig allantois till korion under äggets skal. Hos många däggdjur blir allantois stor och kommer att ingå moderkakan, hos människan utvecklas den till att leda blod till och från moderkakan.
Hos så kallade äkta däggdjur (där människan ingår) är en fosterhinna kallad gulesäcken tom och tillbakabildas snart.

## Människans fosterhinnor
Människans fyra fosterhinnor bildas tidigt under fosterutvecklingen.
Människan har två fosterhinnor, en inre, amnion, och en yttre, korion.
Amnion och korion kommer att omge fostret och skyddar det mot bakterier.
Fostervatten bildas av amnion tidigt i graviditeten.
Fostrets del av moderkakan bildas av en del av korion.
Ibland har tvillingar en gemensam korion men det är sällsynt att de även delar amnion.